# Уэйд, Дуэйн
Дуэ́йн Та́йрон Уэ́йд-младший (англ. Dwyane Tyrone Wade, Jr.; род. 17 января 1982 года, Чикаго, Иллинойс, США) — американский баскетболист, атакующий защитник клуба НБА «Майами Хит». Выступал за «Майами Хит» с 2003 года, когда был выбран этой командой на драфте под 5-м номером. Уэйд является трёхкратным чемпионом НБА (2006, 2012—2013), самым ценным игроком финальной серии НБА (2006), самым результативным игроком регулярного чемпионата (2009). Дважды выигрывал конкурс баскетбольных умений на неделе звёзд (2006—2007), является самым ценным игроком матча всех звёзд (2010), восемь раз входил в сборную всех звёзд НБА (2005—2007, 2009—2013). Также он принимал участие в тринадцати матчах всех звёзд НБА. Уэйд является лидером «Майами Хит» по количеству очков, игр, передач и перехватов, сделанных бросков и результативных бросков. В составе сборной США стал олимпийским чемпионом 2008 года в Пекине, бронзовым призёром Олимпийских игр 2004 года в Афинах и чемпионата мира 2006 года в Японии.
1 апреля 2023 года было официально объявлено, что Уэйд будет включен в Зал славы баскетбола.

## Ранние годы
Дуэйн Уэйд родился в южной части Чикаго, штат Иллинойс, у Джолинды и Дуэйна Уэйда-старшего. Необычное написание имени было придумано его матерью. В 1977 году у Джолинды, в возрасте 18 лет, уже было двое детей. Уэйд описывает своё детство, проведённое в Чикаго, как очень трудное. Уэйд расскзывает, что «его мама употребляла наркотики, а семья находилась в бандитской среде, поэтому это было тяжёлое детство». В очень молодом возрасте Уэйд уже был свидетелем полицейских рейдов и несколько раз находил трупы в мусорном баке. Когда ему было всего 4 месяца, его родители разошлись — и позже развелись. Джолинда получила опеку над двумя детьми и переехала с ними в дом своей матери. Семья испытывала финансовые трудности, и примерно в то же время Джолинда начала торговать наркотиками. Его мама была зависима от нескольких веществ, включая сигареты, алкоголь, героин и кокаин. Джолинда употребляла наркотики с друзьями дома, даже в присутствии детей. В интервью ESPN Уэйд рссказывал: «Я видел, как иглы лежали по дому. Я видел много вещей, о которых моя мать даже не подозревает, когда был ребёнком». Он вспоминает, как в возрасте 6 лет полиция, с оружием в руках, совершала налёт на его дом, когда они искали его мать. Когда Уэйду исполнилось 8 лет, его старшая сестра, Трагил, обманула его, сказав, что они собираются в кино, и поселила его с отцом, бывшим сержантом армии, и мачехой в соседнем районе. Уэйд всё ещё время от времени навещал свою маму. Год спустя его отец перевёз семью в Роббинс, штат Иллинойс. Переехав в Роббинс, Уэйд не виделся с матерью два года. За это время Джолинда получила доступ к бесплатному запасу наркотиков, вызвавшись быть тем, кто проверяет уличные наркотики на наличие примесей, прежде чем дилеры начнут их продавать. Джолинда была госпитализирована и чуть не умерла после того, как по ошибке ввела себе ЛСД. В 1994 году Джолинда была арестована за хранение крэк-кокаина, с целью продажи, и была заключена в тюрьму округа Кук. В 10 лет Уэйд навестил свою маму в тюрьме округа Кук, общаясь через стеклянную панель по телефону. Джолинда отсидела 23 месяца в тюрьме за свои преступления.
Уэйд обратился к спорту, особенно к баскетболу и футболу, чтобы избежать соблазнов участвовать в деятельности, связанной с наркотиками и бандами. Родители Уэйда часто водили его в парк играть в баскетбол. Он говорит об одной из своих старших сестёр, Трагил, как о личности, наиболее ответственной за его воспитание в детстве, а также отмечает, что благодаря ей он двигался в правильном направлении. Будучи ребёнком, выросшим в районе Чикаго, Уэйд боготворил звезду «Чикаго Буллз», Майкла Джордана, и говорит, что копировал манеру его игры.
Уэйд учился в средней школе Гарольда Ричардса в Oak Lawn. Уэйд быстро добился успеха в футбольной команде, но ему нужно было очень усердно работать, чтобы заработать игровое время в баскетбольной команде университета. Он не получил много игрового времени в течение второго года, а его сводный брат, Деметрис Макдэниел, был звездой команды. Уэйд вырос на четыре дюйма летом перед следующим учебным годом, и его игровое время сразу же увеличилось, в среднем он забивал 20,7 очков и делал 7,6 подборов за игру. В следующем году Уэйд набрал в среднем 27,0 очков и 11,0 подборов за игру, в то время как его команда достигла результата — 24-5. В течение этого сезона он установил школьные рекорды по очкам (676) и перехватам (106) за сезон. Уэйд заявил, что его школьный тренер, Джек Фицджеральд, был одним из самых положительных факторов в его жизни за это время. Уэйда хотели заполучить только три баскетбольные команды колледжей (Университет Маркетт, Штат Иллинойс и Университет ДеПол) из-за его академических проблем.
В течение большей части времени, проведённого Уэйдом в Маркетте, его мать либо уклонялась от закона, либо находилась в тюрьме за продажу крэк-кокаина. 14 октября 2001 года Джолинда заявила, что изменит и очистит свою жизнь, посещая службу Чикагской церкви. Уэйд, в то время второкурсник Маркетта, приехал домой на Рождество, чтобы побыть с мамой, которая, как он считал, была чистой и трезвой впервые в его жизни. Однако Джолинда призналась ему, что на самом деле возвращается в тюрьму. Уэйд рассказал ESPN: «Мне было больно, потому что я чувствовал, что только что вернул маму, и теперь ей снова пришлось уйти». 2 января 2002 года его мать вернулась в тюрьму, чтобы отбывать 14-месячный срок. Она заявляет, что не употребляет с 2003 года.

## Карьера в колледже
Уэйд решил играть в баскетбол за команду Тома Крина, в Университете Маркетт в Милуоки, штат Висконсин. В течение первого года обучения Уэйда в Маркетте, он не имел права играть с мужской командой, поскольку он не соответствовал академическим стандартам, установленным в Положении 48 NCAA. Уэйд искал репетиторов, чтобы улучшить свои навыки письма, чтобы восстановить право на участие.

### Сезон 2001—2002
Уэйд получил право играть в сезоне 2001/2002, и он был лидером «Беркутов» по количеству очков −17,8, перехватов — 2,47 , подборов — 6,6 и передач −3,4 за игру.

### Сезон 2002—2003
В сезоне 2002/2003 Уэйд снова лидировал в Маркетт с результатом 21,5 очков. Маркетт выиграл первый и единственный чемпионат школьной конференции США с результатом 27-6. В том сезоне Уэйд привёл «Беркутов» к финалу четырёх, первому появление школы в финале четырёх, после победы в национальном чемпионате 1977 года. После этого сезона, Ассошиэйтед Пресс назвал его All-America First Team. Уэйд стал первым баскетболистом Маркетт с 1978 года, которому удалось сделать это.
Выступление Уэйда во время Средне-Западного регионального финала турнира NCAA 2003 года было широко освещено национальной прессой. Уэйд сделал трипл-дабл в игре против сильного фаворита, Kentucky Wildcats, 29 очков, 11 подборов и 11 передач. Его трипл-дабл был четвёртым в истории турниров NCAA. Игра Уэйда помогла Маркетт обыграть Wildcats со счётом 83-69 и выйти в финал четырёх; Уэйд был назван MVP Регионального Среднего Запада. Маркетт окончил сезон, заняв шестое в опросе AP, самый высокий рейтинг школы с сезона 1976/1977. Сильная турнирная игра Уэйда привела к повышению узнаваемости в национальных СМИ и, как следствие, к хорошему прогнозу в драфте. В результате, он решил отказаться от старшего курса в Маркетт и принять участие в драфте НБА 2003 года 3 февраля 2003 года.
5 марта 2003 года Джолинда Уэйд была освобождена из тюрьмы. Три дня спустя она впервые за пять лет увидела, как Дуэйн играет в баскетбол. Она наблюдала, как Маркетт обыграли Цинциннати (70-61), в Центре Брэдли, и выиграли чемпионат регулярного сезона конференции США. Дуэйн набрал 26 очков, 10 подборов и 5 передач.

## Профессиональная карьера

### Майами Хит (2003—2016)

#### Первый сезон в НБА (2003/2004)
На драфте НБА 2003 года под пятым номером «Майами» выбрала защитника Дуэйна Уэйда. Уэйд быстро стал продуктивным игроком юношеской команды «Майами» и набрал в среднем 16,2 очков, при 46,5 % процентном соотношении между результативными бросками и общим количеством выполненных бросков, сделал 4,0 подбора и 4,5 передачи за игру. Уэйд — один из четырёх игроков Университета Маркетт, отобранных в первом раунде; его драфт был самый успешный в истории школы.
В этом сезоне Уэйд был одним из лучших новичков, который набирал в среднем 16,2 очков, 4 подбора и 4,5 передач за игру. Благодаря новому игроку, на тот момент, молодая команда «Майами Хит», окончила сезон с неплохим результатом: 42 победы — 40 поражений. Но, несмотря на хорошую игру Дуэйна, в этом сезоне в центре внимания были лишь два новичка: Леброн Джеймс (1-й номер драфта 2003 года) и Кармело Энтони (3-й номер драфта). Уэйд заполучил единогласный отбор в команду новичков НБА 2004 года (NBA All-Rookie), а также занял третье место в рейтинге новичков года (после Джеймса и Энтони). Он был в пятёрке среди новичков в нескольких основных статистических категориях, в том числе второй в процентном соотношении между результативными бросками и общим количеством выполненных бросков, второй в перехватах, третий в попадании, четвёртый в передачах и четвёртый в сыгранных минутах. В плей-офф Уэйд одержал победу в первом раунде серии «Хит» против Нью-Орлеан Пеликанс. «Хит» выиграли серию 4-3 и вышли во второй раунд, чтобы встретиться с самой лучшей и рекордной командой в НБА, Индиана Пэйсерс, но Майами, в конечном итоге, проиграет серию в шести играх.

#### Год прорыва (2004—2005)

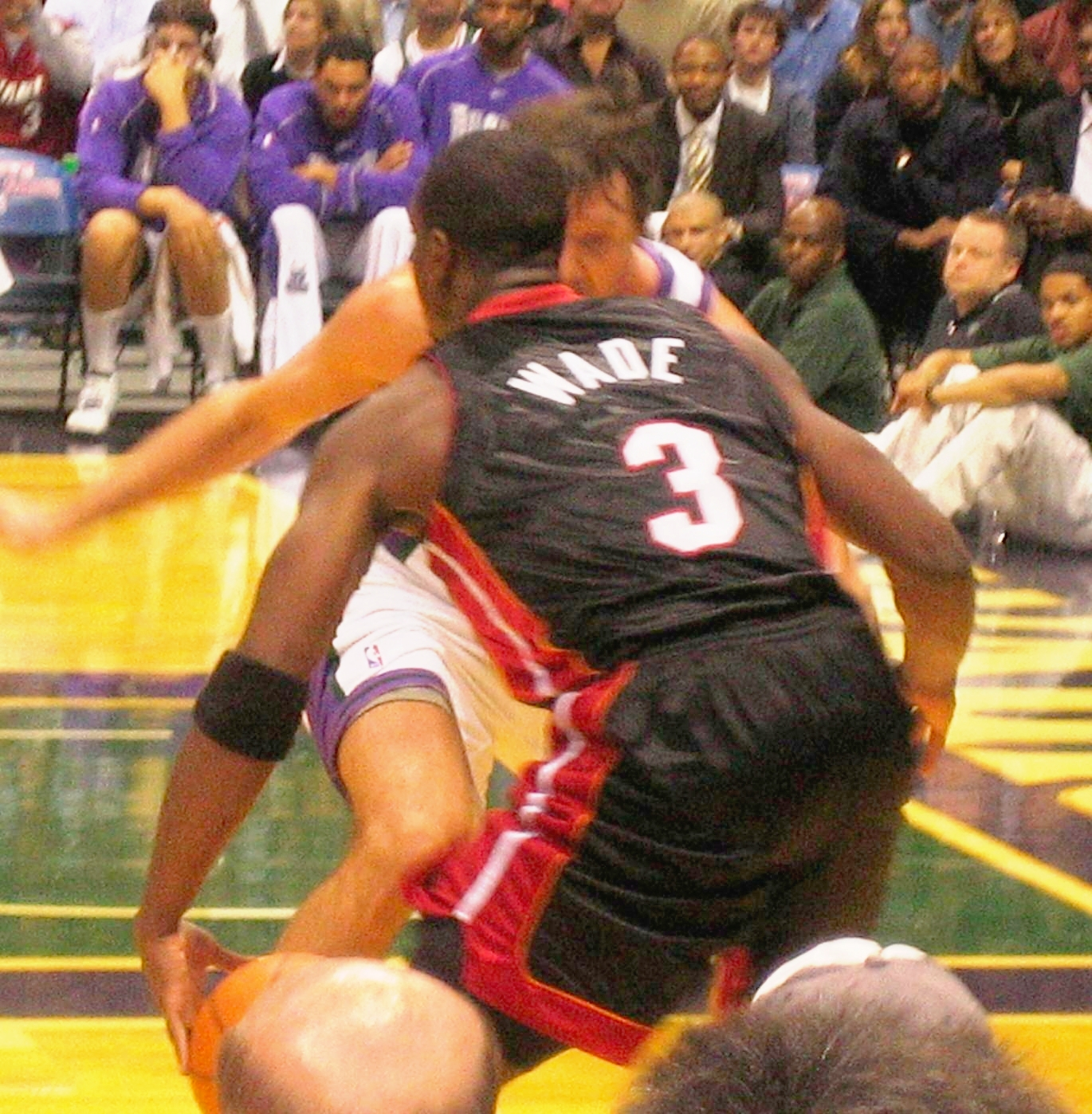
Уэйд с мячом против Милуоки Бакс в 2005 году

Перед сезоном 2004/2005 Шакил О’Нил был продан из «Лос-Анджелес Лейкерс» в «Хит». В следующем сезоне «Майами» улучшили свой результат на 17 игр, с 42-40 в сезоне 2003/2004, до лучшего результата 59-23 в сезоне 2004/2005 в Восточной конференции. В первом туре плей-офф НБА 2005 года Уэйд набирал в среднем 26,3 очка, 8,8 передачи и 6,0 подборов, сохраняя при этом 50 % -ое процентное соотношение между результативными бросками и общим количеством выполненных бросков, когда «Хит» обыграли Нью-Джерси Нетс. Уэйд продолжил высокий уровень своей игры во втором туре, набирая в среднем 31 очко, 7 подборов и 8 передач за игру, когда «Хит» обошли Вашингтон Уизардс. В плей-офф удачу у «Хит» украли Детройт Пистонс, чемпионы прошлого сезона, в 7 матчах финала Восточной конференции. Уэйд набрал 42 и 36 очков во второй и третьей игре, несмотря на то, что у него было плохое самочувствие — синусит, грипп и проблемы с коленом. Он также страдал от напряжения мышц в рёбрах в пятой игре финала конференции, что помешало ему сыграть в шестой игре серии и ограничило его в седьмой. «Хит» проиграла серию в седьмой игре, несмотря на то, что после пятой игры лидировала 3-2 и удерживала преимущество в последние минуты в седьмой игре.

#### Чемпион НБА и самый ценный игрок (MVP) (2005-06)

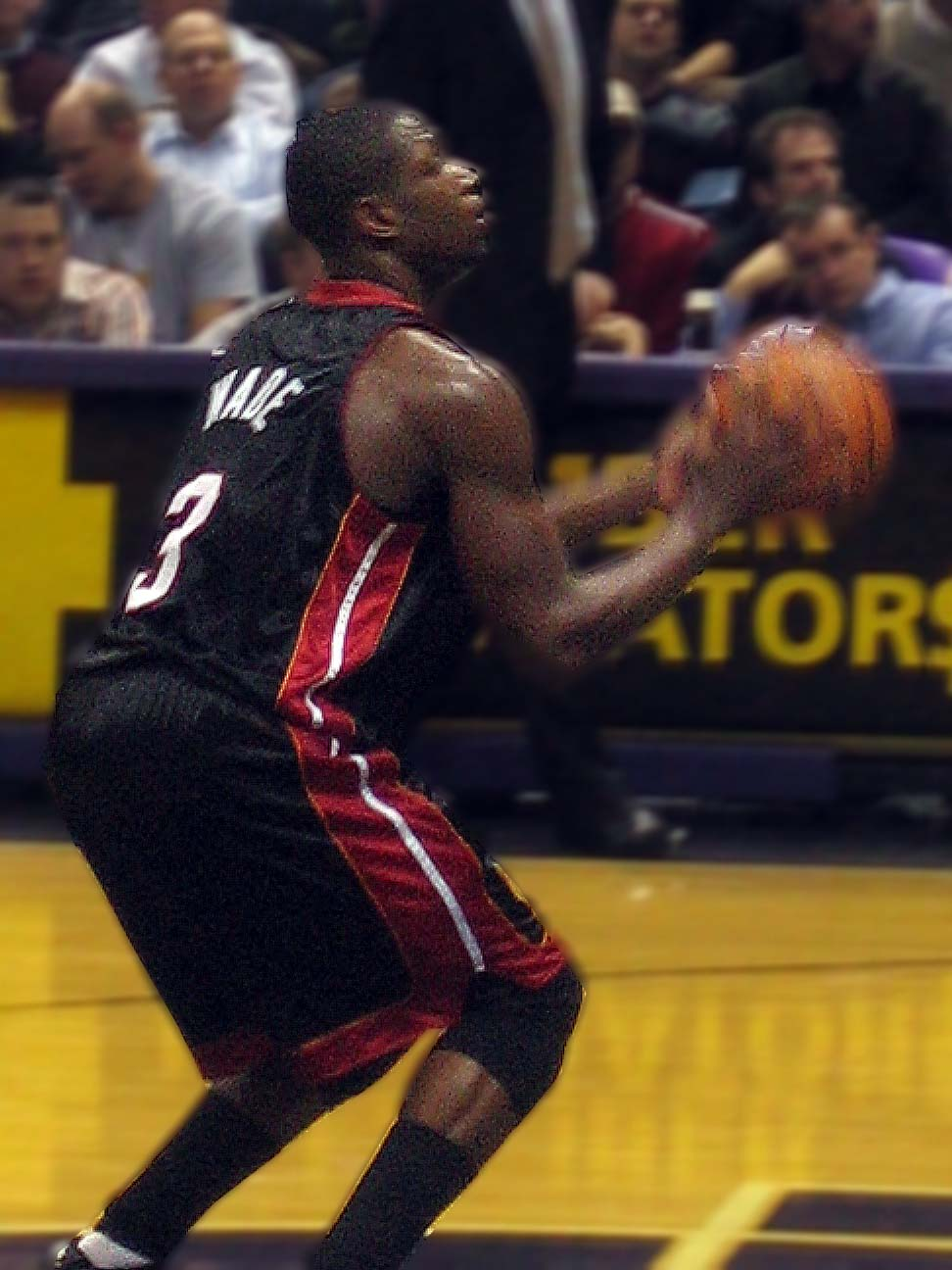
Уэйд совершает штрафной бросок

К сезону 2005/2006 сезонам Уэйд превратился в одного из самых выдающихся игроков в НБА и был избран во вторую игру Матча всех звёзд НБА, на этот раз стартовую пятёрку. В 2006 году в Матче всех Звёзд, благодаря Уэйду Восток обыграл Запад, со счётом 122—120, в игре с Филадельфия Севенти Сиксерс. За 30 минут игры он набрал 20 очков.
В пятой игре против «Чикаго Буллз» в первом круге Плей-офф НБА 2006 года Уэйд получил несколько травм, которые напугали фанатов «Хит», в том числе сильный ушиб бёдра. Вернувшись к концу половины, Уэйд воскресил свою команду, забив 15 из своих 28 очков, страдая от сильной боли, что привело к столь необходимому лидерству серии 3-2. После этого Уэйд успешно вывел свою команду в финал НБА 2006 года, несмотря на симптомы гриппа в шестой игре финала Восточной конференции против «Детройт Пистонс».
В своей первой поездке на финал НБА, в котором Майами противостоял «Далласу Маверикс», Уэйд получил несколько особенно запоминающихся моментов. Его выступление в третьей, четвёртой и пятой играх, в которых он набрал 42, 36 и 43 очка, соответственно, помогло «Хит» возглавить серию — 3-2. Пятнадцать из его 42 очков в третьей игре пришли на четвёртую четверть. «Хит» выиграли шестую игру, благодаря 36 очкам Уэйда, со счётом 4-2 в серии, и Уэйд был признан самым ценным игроком финала. Он стал пятым самым молодым игроком в истории НБА, завоевавшим награду самого ценного игрока финала НБА, и занял третье место по количеству очков, набранных игроком в его первом финале НБА, с 34,7 очками за игру. Согласно Рейтингу Холлинджера, 33,8 PER в финале НБА , игра Уэйда была оценена, как величайшее выступление в финале со времени слияния Национальной баскетбольной ассоциации с Американской баскетбольной ассоциацией.
Этот сезон был одним из лучших для Дуэйна Уэйда и для самого клуба «Майами Хит». Клуб из Майами был грозной силой. Шакил О’Нил, Алонзо Моурнинг, Гэри Пэйтон, Антуан Уокер и Дуэйн Уэйд не имели себе равных. Он закончил регулярный сезон 2005/2006, набрав в среднем 27,2 очка, 6,7 передач, 5,7 подборов и 1,95 перехвата за игру.

#### Травмы и пропущенный плей-офф (2006—2008)
В сезоне 2006/2007 Уэйд пропустил в общей сложности 31 игру из-за травмы. Он был избран третий раз подряд в Матч всех звёзд НБА и выиграл награды Сборной всех звёзд НБА. Он стал первым защитником, получившим награды Сборной всех звёзд НБА, пропустив как минимум 31 игру за сезон, со времён Пита Маравича из Юты Джаз, который пропустил 32 игры в сезоне 1977/1978. Несмотря на игру Уэйда, «Майами» боролась в начале сезона с травмами. К 1 февраля 2007 года счёт был 20-25. Но когда Шакил О’Нил был здоров и Пэт Райли вернулся на скамейку, после перенесённых операций на бедро и колено, «Хит», казалось, была готова атаковать во второй половине сезона. Однако во время игры против «Хьюстон Рокетс» 21 февраля 2007 года, пытаясь отобрать мяч у Шейна Баттье, Уэйд вывихнул левое плечо и ему помогли покинуть площадку в инвалидном кресле. После полученной травмы врачами было предложено два варианта, либо реабилитация, либо операция в конце сезона. Позже Уэйд объявил, что отложит операцию и займётся реабилитацией, чтобы вовремя присоединиться к команде в плей-офф. Пропустив 23 игры, чтобы оправиться от травмы, Уэйд вернулся к активному составу в игре против Шарлотты Бобкэтс. Во время игры он надевал чёрную лангетку, чтобы защитить вывихнутое левое плечо. Уэйд отыграл 27 минут и набрал 12 очков, сделал 8 передач. Но «Хит», при этом, проиграли в овертайме со счётом 111—103. В течение сезона Уэйд в среднем набирал 27,4 очка, 7,5 передач, 4,7 подборов и 2,1 перехвата за игру и завершил сезон в качестве лидера НБА, согласно Рейтингу Холлинджера (рейтинг эффективности игрока).
В плей-офф Уэйд набрал в среднем 23,5 очка, 6,3 передачи и 4,8 подборов за игру, но «Чикаго Буллз» в первом туре обыграли «Хит». После плей-офф Уэйд перенёс пару успешных операций по восстановлению вывихнутого левого плеча и левого колена. Болезнь колена, обычно называемая «колено прыгуна», помешала Уэйду присоединиться к Квалификации по баскетболу на летних Олимпийских играх.
После того, как Уэйд пропустил Олимпийский отборочный турнир, восемь предсезонных игр «Майами» и первые семь игр регулярного сезона, из-за восстановления после межсезонных операций на левое колено и левое плечо, Уэйд впервые появился в сезоне 2007/2008 14 ноября 2007 года. Борясь с болью в левом колене в течение всего сезона, Уэйд был избран четвёртый раз подряд в Матч всех звёзд НБА Однако, в связи с худшим результатом «Хит» в НБА, и с проблемами левого колена Уэйда, главный тренер, Райли, объявил, что Уэйд пропустит финальные матчи сезона, чтобы пройти курс лечения OssaTron на левое колено. Уэйд в среднем набирал 24,6 очков, 6,9 передач, 4,2 подбора и 1,7 перехвата за игру в течение сезона.

#### Чемпион по очкам и поражение в плей-офф

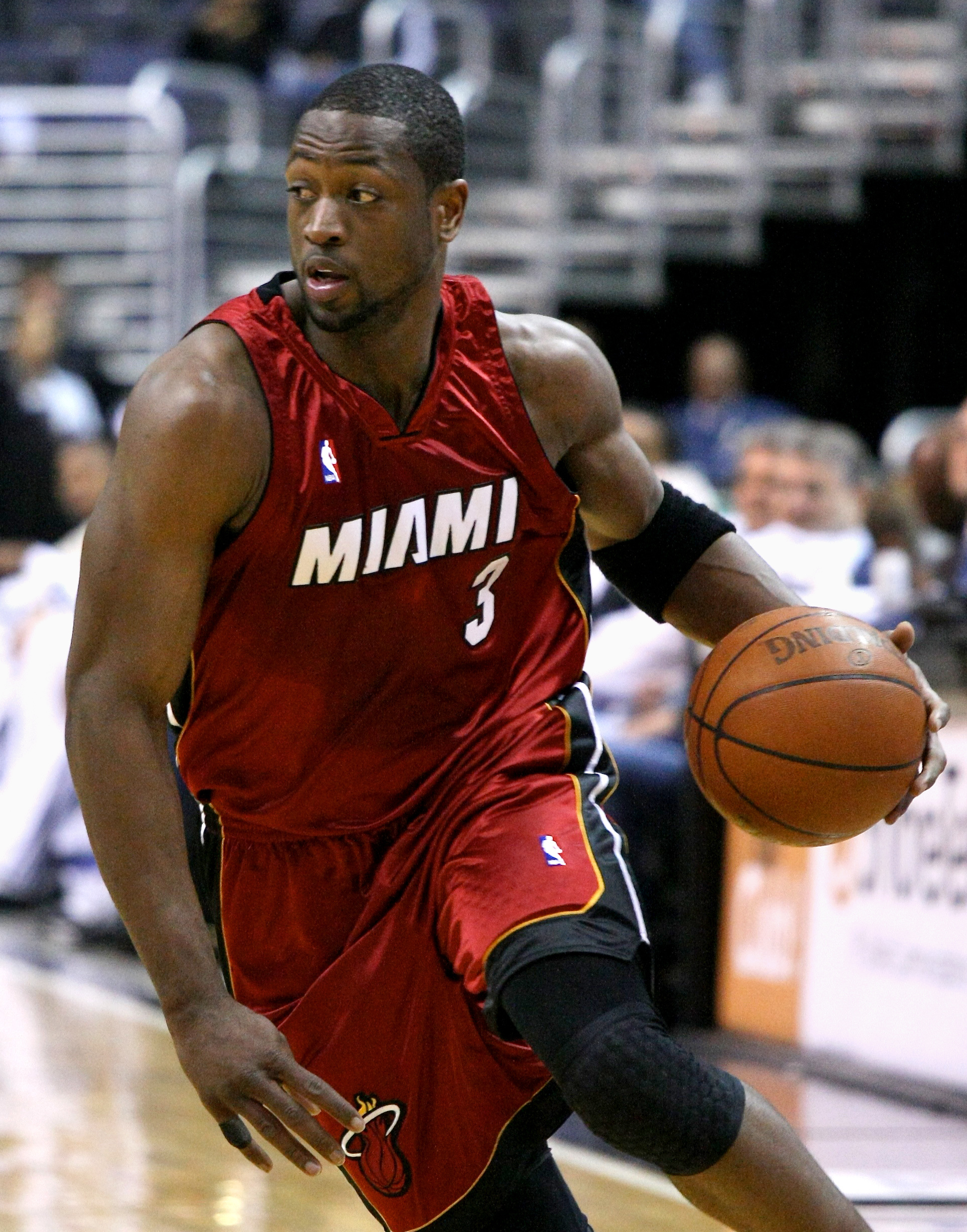
Уэйд во время ведения мяча в 2009.

После нескольких месяцев реабилитации на левом колене и помощи олимпийской сборной США, завоевавшей золотую медаль на Олимпийских играх 2008 года, в которых он лидировал по очкам, Уэйд вернулся в стартовый состав в начале сезона 2008/2009. В начале сезона Уэйд стал вторым игроком в истории НБА, набравшим не менее 40 очков, 10 передач и пять блок-шотов в игре, так как Элван Адамс сделал это в сезоне 1976/1977. Здоровый Уэйд, лидирующий в лиге по количеству забитых мячей, был избран пятый раз подряд в Матч всех звёзд НБА.
После Матч всех звёзд НБА Уэйд набрал 50 очков, 5 подборов и 5 передач в игре против Орландо Мэджик, которая завершилась поражением «Хит». Уэйд стал четвёртым игроком в истории НБА, набравшим по меньшей мере 50 очков, в то время как его команда проиграла по меньшей мере 20 очков в игре. В следующей игре Уэйд сделал 16 результативных передач, набрал 31 очко и сделал 7 подборов в победной игре над Детройт Пистонс,103-91. Уэйд стал вторым игроком, после Уилта Чемберлена в 1968 году, который совершил 15 или более передач и набрал не менее 50 очков. Две игры спустя, Уэйд установил рекорд франшизы с 24 очками в четвёртой четверти и помог набрать «Хит» 15 очков за девять минут четверти, чтобы обыграть «Нью-Йорк Никс» со счётом 120—115. За игру Уэйд набрал 46 очков, сделал 10 передач, 8 подборов, 4 перехвата и 3 блок-шота. Играя против своего соперника и хорошего друга из Восточной конференции, Леброна Джеймса, из Кливленд Кавальерс, Уэйд набрал 41 очко, 9 передач, 7 перехватов, 7 подборов и один блок-шот. Но «Хит» потерпели поражение со счётом 107—100. В следующей игре, после возвращения бывшего одноклубника Шакила О’Нила в Майами, Уэйд сделал 16 передач, набрал 35 очков, 6 подборов, и в итоге «Хит» обыграли Феникс Санз со счётом135-129. Уэйд стал единственным игроком в истории «Хит», который провёл несколько игр с минимум 30 очками и 15 передачами. Менее чем через неделю Хит провёл игру с «Чикаго Буллз», в которой Уэйд забил решающий трёхочковый бросок и обеспечил победу со счётом 130—127. Уэйд закончил с 48 очками, 12 передачами, 6 подборами, 4 перехватами и 3 блок-шотами за 50 минут. Согласно спортивному бюро Элиас, Уэйд присоединился к Уилту Чемберлену, как единственному игроку в истории НБА, который набрал столько очков и столько же передач в игре, имея при этом высокое процентное соотношение между результативными бросками и общим количеством выполненных бросков. Две игры спустя, Уэйд превзошёл Алонзо Моурнинга и стал лучшим бомбардиром «Хит» в тройном овертайме против Юты Джаз. Уэйд набрал 50 очков, 10 подборов, 9 передач, 4 перехвата и 2 блок-шота, обыграв со счётом 140—129.
В течение сезона Уэйд стал первым игроком в истории НБА, который набрал не менее 2000 очков, 500 передач, 100 перехватов и 100 блок-шотов в сезоне и стал первым игроком, при росте 6 футов 5 дюймов (1,96 м), который совершил не менее 100 блок-шотов за сезон. Уэйд также стал пятым игроком в истории НБА, набравшим 2000 очков, 500 передач и 150 перехватов за сезон. В победной игре над «Нью-Йорк Никс», 122—105 , Уэйд продемонстрировал высокие показатели в своей карьере 55 очков, 63 % процента попадания, совершил 9 подборов и 4 передачи. В течение сезона Уэйд набирал в среднем 30,2 очков за игру, зарабатывая свой первый титул в НБА, и сделав 7,5 передач, 5,0 подборов, 2,2 перехвата и 1,3 блок- шота за игру. Уэйд закончил сезон с более высокими показателями по очкам, передачам, перехватами и блок-шотам, чем Леброн Джеймс и Коби Брайант, которые оба финишировали впереди Уэйда в гонке за звание MVP.
1 ноября, всего лишь в своей третьей игре сезона 2009/2010, Уэйд забил своё 10 000-е очко карьеры в победной игре против «Чикаго Буллз», которая завершилась со счётом 95-87. 12 ноября в игре против Кливленд Кавальерс, Уэйд совершил впечатляющий слэм-данк через Андерсона Варежао, которого многие считали одним из лучших игроков в этом сезоне. Леброн Джеймс высказывался об этом данке, как о «величайшем, наверное, который может войти в топ-10 лучших бросков». Двумя днями позже против «Нью-Джерси Нетс», Уэйд совершил трёхочковый бросок на последних секундах, благодаря которому «Хит» выиграли со счётом 81-80. 6 января Уэйд набрал рекордные 44 очка, проиграв в овертайме «Бостон Селтикс» — наибольшее количество очков, набранных игроком в проигрышных усилиях в сезоне. 21 января Уэйд был выбран для игры за Восток в Матче Всех Звёзд НБА 2010 года, который стал его шестым матчем Всех Звёзд. Уэйд был назван Самым ценным игроком НБА, после 28 очков, 11 передач, 5 перехватов и 6 подборов в матче.
Всего во второй игре после Матча Всех Звёзд, 17 февраля Уэйд потянул икрононжную мышцу в первой четверти. Он покинул игру с 8 очками за 8 минут игры. 2 апреля Уэйд дважды был назван Игроком месяца Восточной конференции и дважды игроком недели за свою игру в марте месяце, в результате чего «Хит» достиг лучшего командного результата с марта 2006 года — 12-3. Это была его первая награда Игрок месяца и пятая в его карьере. Он набирал в среднем 26,9 очков и 7,5 передач за игру, тем самым заняв третье место в Восточной конференции, и 2,3 перехвата за игру, заняв первое место.
В течение сезона Уэйд набирал в среднем 26,6 очков , 6,5 передач, 4,8 подборов, 1,8 перехватов и 1,1 блок-шот за игру, в то время как его команда достигла результата 47-35, завоевав пятое место в плей-офф НБА. В первом круге, «Хит» столкнулись с «Бостон Селтикс», и Уэйд набрал 46 очков, тем самым помог своей команде набрать в четвёртой четверти 19 очков против 15 очков Бостона. Это была также шестая игра Уйда в плей-офф, в которой он набрал как минимум 40 очков. Несмотря на хороший результат Уэйда — в среднем 33,2 очка, 6,8 передач, 5,6 подборов, 1,6 перехват и 1,6 блок-шота, Уэйд и «Хит» проигрывают «Бостону» в пяти играх.

#### Эпоха Большого Трио

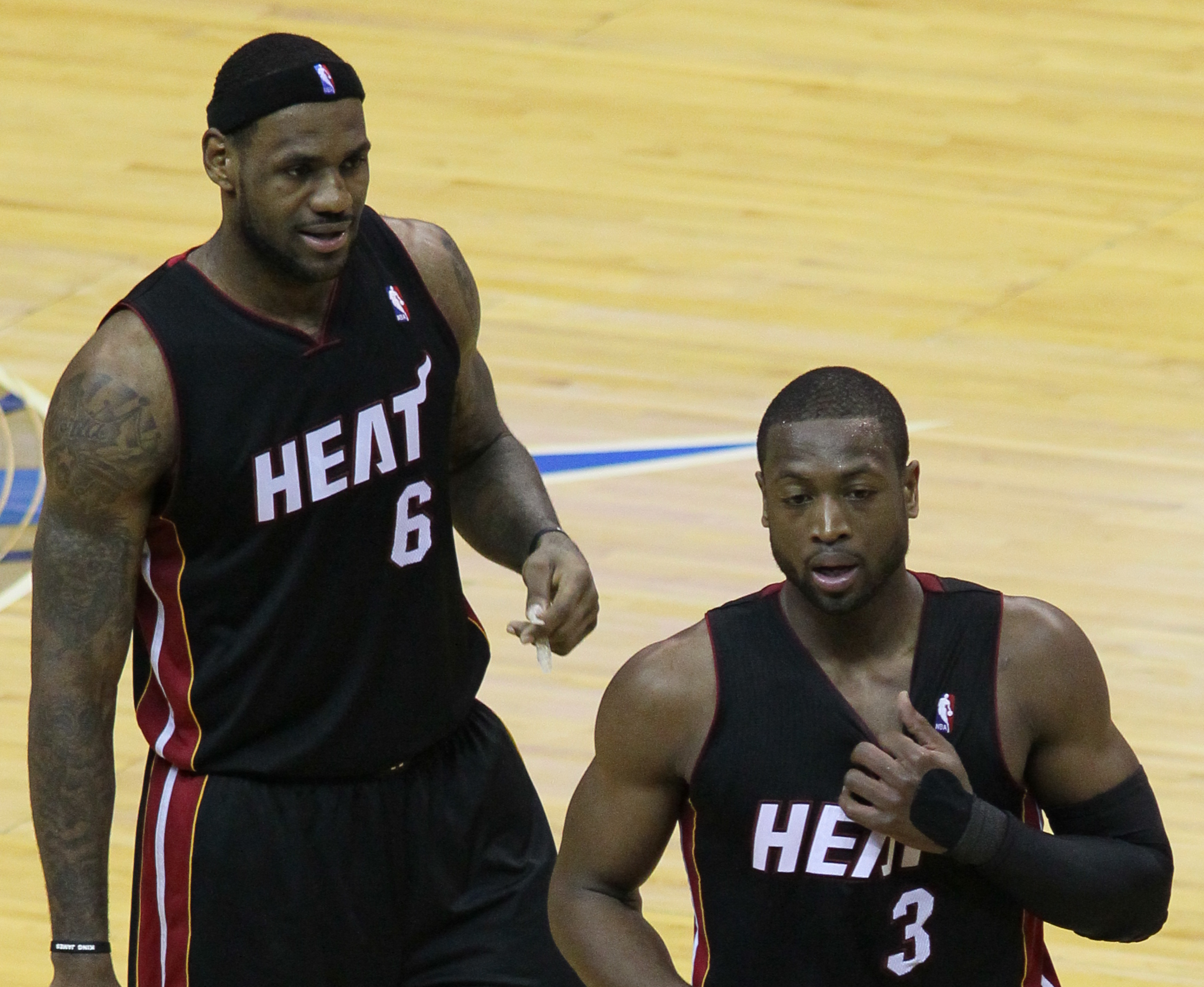
Дуэйн Уэйд со своим новым партнёром по команде Леброном Джеймсом

В межсезонье уполномоченные округа Майами-Дейд единогласно проголосовали за переименование округа в «Майами-Уэйд» на одну неделю, с 1 по 7 июля 2010 года, в честь Уэйда и попытаться убедить Уэйда остаться в Майами и подписать контракт с «Хит». 7 июля было объявлено, что Уэйд вновь подпишет контракт с «Майами Хит» вместе с бывшим игроком «Торонто Рэптор» ,Крисом Бошем. На следующий день Леброн Джеймс заявил, что присоединится к «Майами Хит», чтобы играть с Уэйдом и Бошем, вызвав тем самым ажиотаж в СМИ и среди фанатов. Сделки были официально объявлены на 10 июля. «Майами Хит» закончили со счётом 58-24 в первый год эпохи Большого Трио и заняли второе место в Восточной конференции. В течение сезона Уэйд набирал в среднем 25,5 очков, 6,4 подборов, 4,6 передач и 1,5 перехвата за игру. После победы над «Филадельфией Севенти Сиксерс», «Бостон Селтикс» и «Чикаго Буллз», «Хит» вышли в финал, но уступили «Даллас Маверикс» в шести играх. Уэйд в среднем набрал 26,5 очков, 7 подборов и 5,2 передач за игру в финале НБА и 24,5 очка, 7,1 подборов и 4,4 передачи за весь плей-офф. 26 февраля 2012 года в Матче Всех Звёзд Уэйд совершил трипл-дабл, который был третий за всю истории соревнований, забив 24 очка, сделав 10 подборов и 10 передач. Тем самым Уэйд присоединился к Майклу Джордану и Леброну Джеймсу, в качестве единственных игроков, когда-либо продемонстрировавших престижную статистику (в играх 1997 и 2011 годов). 10 марта 2012 года Уэйд сделал победный бросок в игре против Индианы Пэйсерс и подарил победу «Майами» в овертайме, 93-91. Уэйд закончил сезон, набрав в среднем 22,1 очка, 4,8 передачи, 4,6 подбора и 1,7 перехватов за игру. В плей-офф «Хит» обыграли «Нью-Йорк Никс» в 5 играх в первом туре, а затем победили «Индиану Пэйсерс» в 6 играх во втором туре. В шестой игре второго тура Уэйд записал на свой счёт 41 очко и 10 подборов. Хит одержали победу над Селтикс в седьмой игре в финале Восточной конференции и вышли в финал НБА. Они проиграли Оклахоме-Сити Тандер в первой игре в финале, но выиграли следующие четыре игры, и Уэйд одержал свой второй титул НБА. Уэйд набирал в среднем 22,6 очка за игру в серии. «Хит» стала первой командой в истории НБА, которая выиграла чемпионат, проигрывая в трёх сериях плей-офф.
Перед началом сезона НБА 2012/2013, Уэйд перенёс операцию из-за травмы левого колена. Он пропустил летнюю Олимпиаду 2012 года. Уэйд пропустил первую предсезонную игру «Хит» против «Атланты Хокс» и вернулся во время второй предсезонной игры «Хит» против «Лос-Анджелес Клипперс», которая состоялась в MasterCard Center в Пекине, Китай. Майами выиграли игру со счётом 94-80. 26 декабря 2012 года, во время выездной игры против Шарлотт Бобкэст, Уэйд ударил защитника, Рамона Сешнса, в пах. На следующий день Уэйд был отстранён НБА на одну игру. Уэйд закончил сезон 2012/2013 в среднем забивая 21,2 очка и совершая 5 подборов и 5,1 передачи за игру.
Во время плей-офф травмы уменьшили результативность Уэйда до среднего результата в 15,9 очков за игру, но он увеличил своё средний показатель до 19,6 очков за игру во время финала НБА против «Сан-Антонио Спёрс». После того, как команды разделили первые две игры в Майами, «Спёрс» обыграли «Хит» в третьей игре и взяли на себя лидерство в серии 2-1. В четвёртой игре Уэйд набрал 32 очка, 6 перехватов и «Хит» обыграли «Спёрс» со счётом 109-93. «Спёрс» отыгрались в пятой игре, несмотря на 25 очков Уэйда и 10 передач. Уэйд набрал 14 очков в шестой победной игре в овертайме. В седьмой игре Уэйд набрал 23 очка и 10 подборов и Хит выиграли свой второй чемпионат подряд и третий титул Уэйда.
В сезоне 2013/2014 Уэйд сыграл в 54 матчах из-за травмы и решения команды дать ему отдохнуть. Уэйд набирал в среднем 19 очков за игру и показал высокое процентное соотношение между результативными бросками и общим количеством выполненных бросков, равный 54 процентам, и отлично проявил себя в матчах с лидирующими командами, такими как Пэйсерс и Лос-Анджелес Клипперс. В плей-офф команда увеличила игровое время Уэйда за игру, о чем свидетельствует результативность в 28 очков в заключительной победной игре «Майами» во втором туре над «Бруклин Нетс» и в 23 очка в решающей игре против «Индианы» в финале Восточной конференции. «Хит» продолжит выигрывать серию в шести играх, продвигаясь к их четвёртому финалу НБА подряд. Уэйд набрал в среднем 19,1 очков за игру в плей-офф, 52 % попадания, что является его лучшим показателем в серии плей-офф с 2010 года. «Хит» снова встретится с «Сан-Антонио Спёрс» в финале НБА 2014 года. Однако они проиграли в пяти играх.

#### Эпоха после Большого Трио (2014—2016)

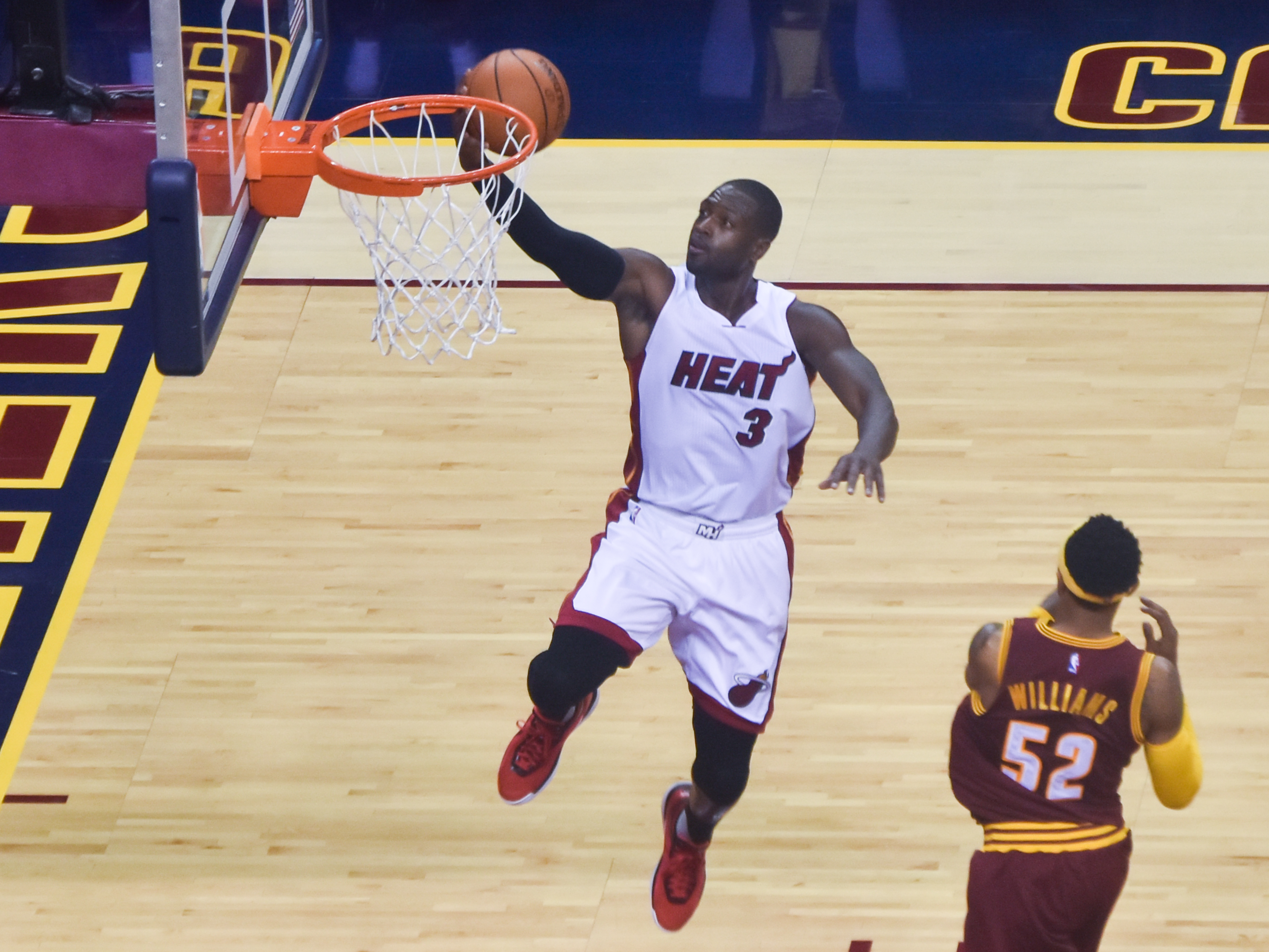
Уэйд совершает лэй-ап в 2015.

8 июня 2014 года Уэйд и его товарищи по команде, Джеймс и Бош, отказались от своих контрактов, чтобы сократить расходы с целью повторного подписания. 11 июля на своём сайте Джеймс объявил, что возвращается в «Кливленд», после четырёх успешных сезонов с Уэйдом в «Майами». Четыре дня спустя Уэйд снова подписал контракт с «Хит», и к нему позже присоединились Бош, Удонис Хаслем, Крис Андерсен и Марио Чалмерс, а также бывшие соперники, Дэнни Грэнджер и Луол Денг.
После первых восьми игра в «Хит» в сезоне 2014/2015, Уэйд пропустил семь игр подряд из-за травмы подколенного сухожилия. Он продолжил играть 30 ноября, во время победного матча против «Нью-Йорк Никс», (88-79), набрав 27 очков. 17 декабря, несмотря на 42 очка Уэйда, «Хит» проиграли «Юте Джаз», со счётом 105-87. Одиннадцатый раз он участвовал в Матче всех звёзд НБА, однако 11 февраля он снова выбыл из игры, из-за очередной травмы подколенного сухожилия и был заменён Кайлом Корвером. «Хит» закончили сезон с 37 победами и 45 поражениями, поскольку Уэйд пропустил постсезон второй раз в своей карьере.
29 июня 2015 года Уэйд отказался от своего контракта с «Хит» и стал свободным агентом. 10 июля 2015 года он снова подписал однолетний контракт с «Хит» стоимостью 20 миллионов долларов.

### Чикаго Буллз и Кливленд Кавальерс (2016—2018)
6 июля 2016 года Уэйд опубликовал открытое письмо, в котором объявил, что собирается подписать двухлетний контракт на сумму 47,5 млн долларов с «Чикаго Буллз». В письме он написал, что чувствует себя нежеланным и недооценённым со стороны президента «Хит» Пэта Райли. 15 июля Уэйд официально подписал контракт с «Буллз».
В «Чикаго» Уэйд объединился с Джимми Батлером и Рэджоном Рондо и было придумано название «три Альфа». В марте 2017 года Уэйд получил перелом локтя. Уэйд вернулся как раз к плей-офф, но «Буллз» проиграли «Бостону Селтикс», 4-2, в первом круге. Сильный настрой команды, который был одним из самых основополагающих факторов для «Буллз» в течение всего сезона, уменьшился в течение последних четырёх игр после того, как Рондо пропустил все четыре матча из-за травмы.
24 сентября 2017 года, через три месяца после продажи Батлера и отказа от Рондо, «Буллз» достигли соглашения о выкупе Уэйда. Три дня спустя Уэйд подписал контракт с «Кливленд Кавальерс». Уэйд рискнул снова объединиться с Леброном Джеймсом. После поражения от Орландо Мэджик в третьей игре, Уэйд вызвался сесть на скамейку запасных для лучшего результата команды. В конце концов Уэйд стал лидером второго звена.

### Возвращение в Майами (2018—2019)
8 февраля 2018 года Кавальерс взяли на себя обязательство провести реорганизацию. После приобретения защитников, Джордана Кларксона, Джорджа Хилла, Родни Гуда и Седи Османа, Уэйду стало ясно, что его роль в «Кавальерс» будет уменьшена. На похоронах давнего агента Уэйда, Генри Томаса, в январе 2018 года, Уэйд восстановил отношения с президентом «Хит», Пэтом Райли; Менее чем через две недели Уэйд снова оказался в «Майами». 9 февраля, в своей первой игре за «Хит» после возвращения, толпа встречала Уэйда овациями. Он помог команде выиграть у «Милуоки Бакс» со счётом 91-85. 27 февраля Уэйд набрал 27 очков в тяжёлой игре против Филадельфия Севенти Сиксерс, в которой «Хит» сплотились в последней четверти на последних 5.9 секундах и обыграли со счётом 102:101. Уэйда набрал 15 очков в четвёртой четверти. 3 апреля «Хит» обыграли «Атланту Хокс» со счётом 101-98. В этой игре Уэйд сделал 5000 передачу, играя за Хит, став девятым игроком, который набрал 20 000 очков и 5000 передач в одной команде, присоединившись к Карлу Мэлоуну, Кобе Брайанту, Майклу Джордану, Леброну Джеймсу, Ларри Бёрду, Джону Хавличек, Оскару Робертсону и Джерри Уэсту. 16 апреля Уэйд набрал 28 очков, чтобы завершить победную серию из 76 игр и привести «Хит» к 113—103 победе 2-й игры над «Филадельфией» и даже в серии плей-офф первого круга. 16 апреля Уэйд набрал 28 очков и завершил победную серию из 17 матчей с Севенти Сиксерс и привёл «Хит» к победе −113-103 — во второй игре над «Филадельфией» и даже в серии плей-офф в первом круге. «Хит» проиграли серию в пяти играх.
В межсезонье Уэйд объявил о своих намерениях уйти в отставку после сезона 2018/2019, подписав контракт 18 сентября с «Хит» на один заключительный сезон. В середине ноября он пропустил семь игр из-за рождения своей дочери. 25 ноября «Хит» проиграли «Торонто Рэпторс» со счётом 125—115, а Уэйд набрал 35 очков, самое большое количество очков за всю историю запасных игроков «Майами». 9 декабря он набрал 25 очков в своей 1000-й игре за карьеру и помог «Хит» обыграть «Лос-Анджелес Клипперс» со счётом 121-98. 6 января 2019 года Уэйд стал третьим игроком в истории НБА, который набрал не менее 20 000 очков, 5000 передач, 4000 подборов, 1500 перехватов, 800 блок-шотов и 500 трёхочковых бросков, в то время как «Хит» проиграл «Атланте Хокс» со счётом 106-82. В знак признания его карьеры Уэйд получил специальное приглашение на Матч всех звёзд НБА от комиссара НБА, Адам Сильвера. Для Уэйда это был 13-й Матч всех звёзд, в котором он принял участие. Уэйд получил второе место согласно голосам болельщиков за звание защитника Восточной конференции. 9 апреля Уэйд сыграл свою последнюю домашнюю игру за «Майами», набрав 30 очков в победной игре против «Севенти Сиксерс» — 122-99. В своей заключительной игре Уэйд совершил свой пятый карьерный трипл — дабл с 25 очками, 11 подборами и 10 передачами в матче, в котором «Хит» проиграли «Бруклин Нетс» со счётом 113-94.

## Личная жизнь
В 2002 году Уэйд женился на своей школьной подруге Шивон Фанчес, от брака с которой у него есть двое детей — сыновья Зейр (род. 4 февраля 2002) и Зайон (род. 25 мая 2007). В 2010 году, после продолжительного судебного разбирательства, Уэйд и Фанчес официально развелись. В 2011 году он получил право единоличной опеки над детьми. В феврале 2020 года Уэйд рассказал, что Зайон является трансгендерной девочкой, и ныне использует имя Зая.
В 2009 году Уэйд начал встречаться с актрисой Габриэль Юнион. В начале 2013 года они, по словам Уэйда, ненадолго расстались из-за карьерных требований. За это время Уэйд и его давняя подруга, Айя Метойер, зачали сына — Ксавье (род. 10 ноября 2013). Уэйд и Юнион обручились в декабре 2013 года и поженились 30 августа 2014 года в Майами. У них есть дочь — Каавия (род. 7 ноября 2018), выношенная суррогатной матерью. Уэйд также воспитывал своего племянника, сына его сестры Динны.
Уэйд высказывался о насилии в Чикаго, частично из-за опыта его собственной семьи с этой проблемой. Его племянник, Дарин Джонсон, был ранен дважды в ногу в 2012 году, но восстановился. Двоюродная сестра Уэйда, 32-летняя Никея Олдридж, была смертельно ранена среди белого дня, 26 августа 2016 года, во время прогулки с коляской по чикагскому парку, когда двое мужчин устроили перестрелку поблизости, ударив её в руку и в голову. Мать четверых детей, Олдридж, скончалась в больнице. Ребёнок в коляске не пострадал. Уэйд, который недавно публично говорил о проблеме насилия в этом районе, отреагировал сообщением в твиттере: "Ещё один акт бессмысленного насилия с применением огнестрельного оружия. Четверо детей потеряли свою мать из-за «ОТСУТСТВИЯ ПРИЧИНЫ». Нереально.
Прозвища Уэйда включают D-Wade и Flash, которые дал ему бывший товарищ по команде, Шакил О’Нил. Он пел о Уэйде — «Он величайший во Вселенной», ссылаясь на одноимённую песню группы Queen из фильма 1980 года, Flash Gordon. Плей-офф «Хит» в 2005 году и выступления Уэйда с Шакилом О’Нилом, сопровождающие травмой, привели к взрыву внимания средств массовой информации и быстрому росту популярности Уэйда. Во время этих плей-офф майка Уэйда стала самой продаваемой майкой в лиге и оставалась таковой в течение почти двух лет. После успеха «Хит» и незабываемых выступлений Уэйда во время плей-офф НБА 2006 года, Уэйд был в центре внимания публики и участвовал в нескольких ток-шоу, включая «Позднее шоу» с Дэвидом Леттерманом и «В прямом эфире с Келли и Майклом». Он также появился в качестве приглашённой звезды в «Остине и Элли» на канале Дисней, являясь одержимым поклонником Остина Муна.
Уэйд был главный героем ряда журнальных статей и публикаций. В 2005 году он вошёл в список «50 самых красивых людях» , а в 2006 году он был назван Лучшим одетым игроком НБА по версии журнала GQ. В 2007 году Esquire второй год подряд вносит его в ежегодный список самых хорошо одетых мужчин в мире. Уэйд подписал контракты с такими компаниями, как Gatorade, Lincoln, Staples, Sean John, T-Mobile (рекламные ролики показывают его в паре с легендой НБА, Чарльзом Баркли) и Topps. У него была своя собственная линия обуви с Converse под названием «The Wade» и серия телефонов Sidekick, известных, как D-Wade Edition с T-Mobile. В течение сезона 2009/2010 Уэйд переключился с Converse на Jordan Brand компании Nike Уэйд отметил, что партнёрство закончилось на хороших условиях, заявив: «Когда я пришёл в НБА, ко мне не было особого внимания, и Converse дал мне возможность возглавить бренд и стать лицом бренда. Я действительно благодарен за шесть долгих, хороших лет. Моя мечта осуществилась в бренде Converse, потому что они написали моё имя на паре кроссовок». Во время плей-офф НБА 2011 года Уэйд дебютировал в своей первой фирменной обуви для бренда Jordan, присоединившись к другим игрокам, Кармело Энтони и Крису Полу, у которых есть собственные фирменные кроссовки для бренда. После того, как его контракт с Jordan Brand истёк, в 2012 году, Уэйд подписал контракт с китайским спортивным брендом Li-Ning.

## Статистика

### Статистика в НБА
| Сезон                                                                                    | Команда  | Регулярный сезон | Регулярный сезон | Регулярный сезон | Регулярный сезон | Регулярный сезон | Регулярный сезон | Регулярный сезон | Регулярный сезон | Регулярный сезон | Регулярный сезон | Регулярный сезон | Серия плей-офф | Серия плей-офф | Серия плей-офф | Серия плей-офф | Серия плей-офф | Серия плей-офф | Серия плей-офф | Серия плей-офф | Серия плей-офф | Серия плей-офф | Серия плей-офф |
| Сезон                                                                                    | Команда  | GP               | GS               | MPG              | FG%              | 3P%              | FT%              | RPG              | APG              | SPG              | BPG              | PPG              | GP             | GS             | MPG            | FG%            | 3P%            | FT%            | RPG            | APG            | SPG            | BPG            | PPG            |
| ---------------------------------------------------------------------------------------- | -------- | ---------------- | ---------------- | ---------------- | ---------------- | ---------------- | ---------------- | ---------------- | ---------------- | ---------------- | ---------------- | ---------------- | -------------- | -------------- | -------------- | -------------- | -------------- | -------------- | -------------- | -------------- | -------------- | -------------- | -------------- |
| 2003/04                                                                                  | Майами   | 61               | 56               | 34,9             | 46,5             | 30,2             | 74,7             | 4,0              | 4,5              | 1,4              | 0,6              | 16,2             | 13             | 13             | 39,2           | 45,5           | 37,5           | 78,7           | 4,0            | 5,6            | 1,3            | 0,3            | 18,0           |
| 2004/05                                                                                  | Майами   | 77               | 77               | 38,6             | 47,8             | 28,9             | 76,2             | 5,2              | 6,8              | 1,6              | 1,1              | 24,1             | 14             | 14             | 40,8           | 48,4           | 10,0           | 79,9           | 5,7            | 6,6            | 1,6            | 1,1            | 27,4           |
| 2005/06                                                                                  | Майами   | 75               | 75               | 38,6             | 49,5             | 17,1             | 78,3             | 5,7              | 6,7              | 1,9              | 0,8              | 27,2             | 23             | 23             | 41,7           | 49,7           | 37,8           | 80,8           | 5,9            | 5,7            | 2,2            | 1,1            | 28,4           |
| 2006/07                                                                                  | Майами   | 51               | 50               | 37,9             | 49,1             | 26,6             | 80,7             | 4,7              | 7,5              | 2,1              | 1,2              | 27,4             | 4              | 4              | 40,5           | 42,9           | 0,0            | 68,8           | 4,8            | 6,3            | 1,3            | 0,5            | 23,5           |
| 2007/08                                                                                  | Майами   | 51               | 49               | 38,3             | 46,9             | 28,6             | 75,8             | 4,2              | 6,9              | 1,7              | 0,7              | 24,6             | Не участвовал  | Не участвовал  | Не участвовал  | Не участвовал  | Не участвовал  | Не участвовал  | Не участвовал  | Не участвовал  | Не участвовал  | Не участвовал  | Не участвовал  |
| 2008/09                                                                                  | Майами   | 79               | 79               | 38,6             | 49,1             | 31,7             | 76,5             | 5,0              | 7,5              | 2,2              | 1,3              | 30,2             | 7              | 7              | 40,7           | 43,9           | 36,0           | 86,2           | 5,0            | 5,3            | 0,9            | 1,6            | 29,1           |
| 2009/10                                                                                  | Майами   | 77               | 77               | 36,3             | 47,6             | 30,0             | 76,1             | 4,8              | 6,5              | 1,8              | 1,1              | 26,6             | 5              | 5              | 42,0           | 56,4           | 40,5           | 67,5           | 5,6            | 6,8            | 1,6            | 1,6            | 33,2           |
| 2010/11                                                                                  | Майами   | 76               | 76               | 37,1             | 50,0             | 30,6             | 75,8             | 6,4              | 4,6              | 1,5              | 1,1              | 25,5             | 21             | 21             | 39,4           | 48,5           | 26,9           | 77,7           | 7,1            | 4,4            | 1,6            | 1,3            | 24,5           |
| 2011/12                                                                                  | Майами   | 49               | 49               | 33,2             | 49,7             | 26,8             | 79,1             | 4,8              | 4,6              | 1,7              | 1,3              | 22,1             | 23             | 23             | 39,4           | 46,2           | 29,4           | 72,9           | 5,2            | 4,3            | 1,7            | 1,3            | 22,8           |
| 2012/13                                                                                  | Майами   | 69               | 69               | 34,6             | 52,1             | 25,8             | 72,5             | 5,0              | 5,1              | 1,9              | 0,8              | 21,2             | 22             | 22             | 35,6           | 45,7           | 25,0           | 75,0           | 4,6            | 4,8            | 1,7            | 1,0            | 15,9           |
| 2013/14                                                                                  | Майами   | 54               | 53               | 32,9             | 54,5             | 28,1             | 73,3             | 4,5              | 4,7              | 1,5              | 0,5              | 19,0             | 20             | 20             | 34,6           | 50,0           | 37,5           | 76,7           | 3,9            | 3,9            | 1,5            | 0,3            | 17,8           |
| 2014/15                                                                                  | Майами   | 62               | 62               | 31,8             | 47,0             | 28,4             | 76,8             | 3,5              | 4,8              | 1,2              | 0,3              | 21,5             | Не участвовал  | Не участвовал  | Не участвовал  | Не участвовал  | Не участвовал  | Не участвовал  | Не участвовал  | Не участвовал  | Не участвовал  | Не участвовал  | Не участвовал  |
| 2015/16                                                                                  | Майами   | 74               | 73               | 30,5             | 45,6             | 15,9             | 79,3             | 4,1              | 4,6              | 1,1              | 0,6              | 19,0             | 14             | 14             | 33,8           | 46,9           | 52,2           | 78,1           | 5,6            | 4,3            | 0,8            | 0,9            | 21,4           |
| 2016/17                                                                                  | Чикаго   | 60               | 59               | 29,9             | 43,4             | 31,0             | 79,4             | 4,5              | 3,8              | 1,4              | 0,7              | 18,3             | 6              | 6              | 31,7           | 37,2           | 35,3           | 95,2           | 5,0            | 4,0            | 0,8            | 1,3            | 15,0           |
| 2017/18                                                                                  | Кливленд | 46               | 3                | 23,2             | 45,5             | 32,9             | 70,1             | 3,9              | 3,5              | 0,9              | 0,7              | 11,2             | Не участвовал  | Не участвовал  | Не участвовал  | Не участвовал  | Не участвовал  | Не участвовал  | Не участвовал  | Не участвовал  | Не участвовал  | Не участвовал  | Не участвовал  |
| 2017/18                                                                                  | Майами   | 21               | 0                | 22,3             | 40,9             | 22,0             | 74,5             | 3,4              | 3,1              | 0,9              | 0,7              | 12,0             | 5              | 0              | 25,5           | 44,3           | 0,0            | 80,8           | 4,2            | 3,6            | 1,4            | 0,2            | 16,6           |
| 2018/19                                                                                  | Майами   | 72               | 2                | 26,2             | 43,3             | 33,0             | 70,8             | 4,0              | 4,2              | 0,8              | 0,5              | 15,0             | Не участвовал  | Не участвовал  | Не участвовал  | Не участвовал  | Не участвовал  | Не участвовал  | Не участвовал  | Не участвовал  | Не участвовал  | Не участвовал  | Не участвовал  |
|                                                                                          | Всего    | 1054             | 909              | 33,9             | 48,0             | 29,3             | 76,5             | 4,7              | 5,4              | 1,5              | 0,8              | 22,0             | 177            | 172            | 37,8           | 47,4           | 33,8           | 78,0           | 5,2            | 4,9            | 1,5            | 1,0            | 22,3           |
| Наведите курсор мыши на аббревиатуры в заголовке таблицы, чтобы прочесть их расшифровку. |          |                  |                  |                  |                  |                  |                  |                  |                  |                  |                  |                  |                |                |                |                |                |                |                |                |                |                |                |

### Статистика в NCAA
| Сезон | Команда | Conf  | Class | GP | GS | MPG  | FG%  | 3P%  | FT%  | RPG | APG | SPG | BPG | PPG  |
| --- | ------- | ----- | ----- | -- | -- | ---- | ---- | ---- | ---- | --- | --- | --- | --- | ---- |
| 2001/02 | Маркетт | CUSA  | SO    | 32 | 32 | 29,2 | 48,7 | 34,6 | 69,0 | 6,6 | 3,4 | 2,5 | 1,1 | 17,8 |
| 2002/03 | Маркетт | CUSA  | JR    | 33 | 33 | 32,1 | 50,1 | 31,8 | 77,9 | 6,3 | 4,4 | 2,2 | 1,3 | 21,5 |
| Всего | Всего   | Всего | Всего | 65 | 65 | 30,7 | 49,4 | 33,3 | 74,5 | 6,5 | 3,9 | 2,3 | 1,2 | 19,7 |
| Наведите курсор мыши на аббревиатуры в заголовке таблицы, чтобы прочесть их расшифровку Статистика приведена с сайта sports-reference.com |         |       |       |    |    |      |      |      |      |     |     |     |     |      |

### Трипл-даблы
| Сезон   | Дата     | Клуб       | Соперник           | Счёт    | Минуты | Очки | Подборы | Передачи | Перехваты | Блок-шоты | Ссылка |
| 2004/05 | 30.12.04 | Майами Хит | Детройт Пистонс    | 89-78   | 42     | 31   | 10      | 10       | 1         | 1         |        |
| 2005/06 | 04.01.06 | Майами Хит | Нью-Орлеан Хорнетс | 92-107  | 37     | 19   | 10      | 10       | 0         | 0         |        |
| 2005/06 | 13.01.06 | Майами Хит | Сиэтл Суперсоникс  | 117-104 | 40     | 15   | 10      | 14       | 2         | 2         |        |
| 2010/11 | 04.02.11 | Майами Хит | Шарлотт Бобкэтс    | 109-97  | 40     | 22   | 12      | 10       | 0         | 0         |        |
| 2018/19 | 10.04.19 | Майами Хит | Бруклин Нетс       | 94-113  | 36     | 25   | 11      | 10       | 0         | 1         |        |